# Павлік Руслан Юрійович
Павлік Руслан Юрійович (24 листопада 1981, м. Люботин, Харківська область, УССР — 16 березня 2022, с. Кам’янка, Ізюмський район, Харківська область, Україна) — український військовослужбовець, старший солдат Збройних сил України, учасник російсько-української війни. Нагороджений Орденом за мужність III ступеня (посмертно). 

## Життєпис

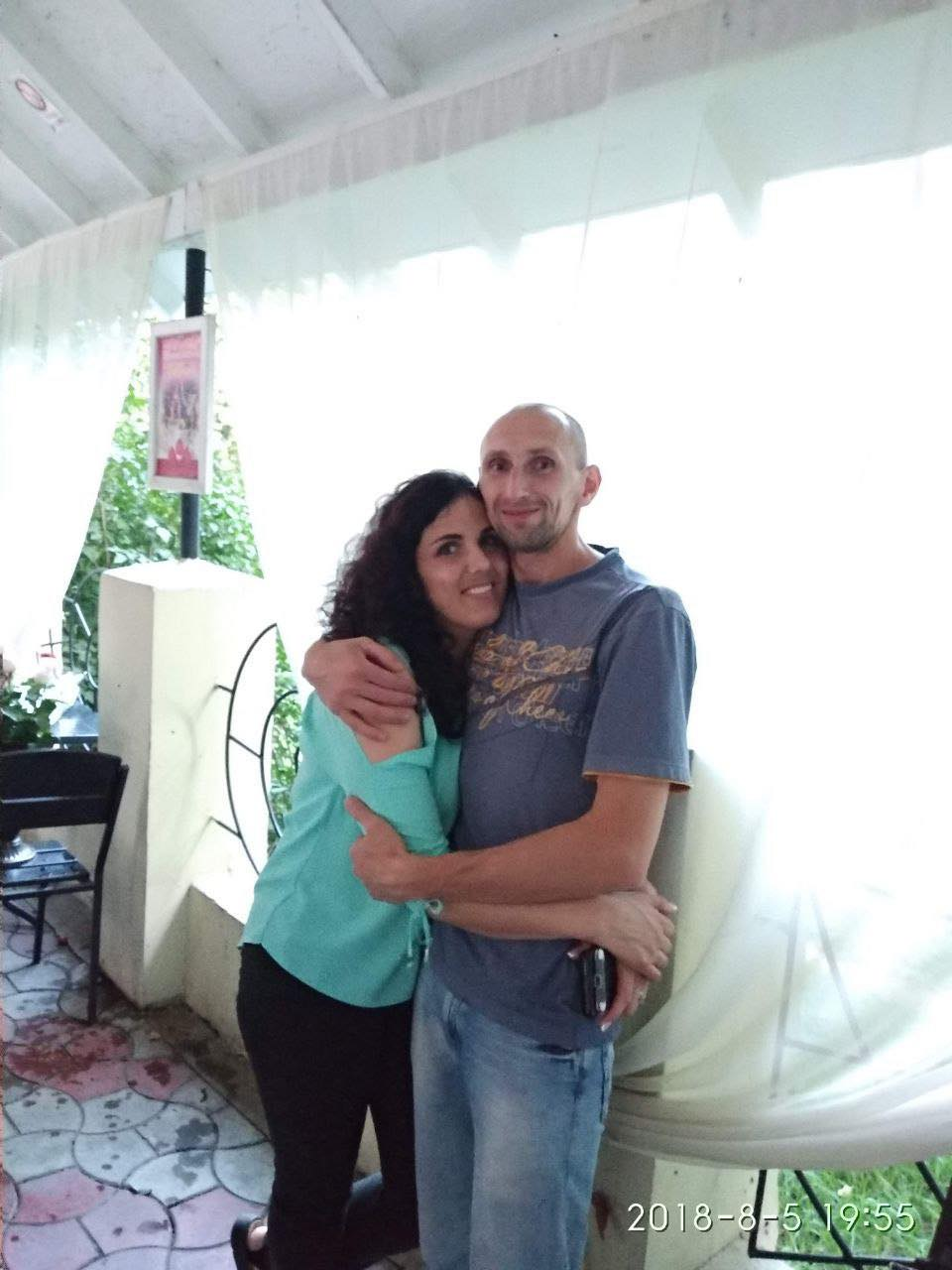
Руслан Павлік з жінкою Вікторією

Руслан Павлік народився у м. Люботин 24 листопада 1981 року. Коли він був ще дитиною його родина переїхала в селище Старий Мерчик, де його батьки працювали у колгоспі. З 14 років Руслан жив сам, багато працював, закінчив харківське училище швейного та хутрового виробництва. Самостійно відбудував собі будинок у Люботині. Коли хлопцю виповнилось 20 років пішов на строкову службу. Служив у Внутрьошніх війсках. Після повернення з армії працював, займався бізнесом. Одружився, виховував двох доньок.  
В перші дні повномасштабного вторгнення російської армії в Україну Руслан пішов добровольцем у ряди Збройних сил. Служив у 90 окремому батальйоні. У складі свого підрозділу брав участь у боях за Ізюм. На початку березня захищав село Кам’янка Ізюмського району Харківської області. В селі відбувались запеклі бої. Внаслідок боїв не залишилось жодного вцілілого будинку. А у підвалах просто серед лахміття лежали тіла загиблих. Руслан геройськи загинув у бою 16 березня 2022 року. Чин за загиблим відбувся 31 березня на Новому кладовищі м. Люботин. 
Без Руслана залишилась дружина і двоє дітей. 

## Нагороди
Указами Президента України від 03 листопада 2023 р. №731/2023 та від 10 листопада 2023 року №746/2023 «Про відзначення державними нагородами» за особисту мужність, виявлену у захисті державного суверенітету та територіальної цілісності України, самовіддане виконання військового обов’язку, нагороджено орденом “За мужність” ІІІ ступеня Павліка Руслана Юрійовича (посмертно).